# 1634 Ndola
1634 Ndola eller 1935 QP är en asteroid i huvudbältet som upptäcktes 19 augusti 1935 av den sydafrikanske astronomen Cyril V. Jackson i Johannesburg. Den har fått sitt namn efter staden Ndola i Zambia.
Asteroiden har en diameter på ungefär 9 kilometer.